# Atari Masterpieces Vol. I
Atari Masterpieces Vol. I — набор ретро-игр фирмы Atari для игрового пульта N-Gage. Выпущен фирмой Nokia в 2005 году. Включает в себя следующие игры, выпускавшиеся фирмой Atari в виде игровых автоматов:
- Asteroids, 1979
- Battlezone, 1980
- Black Widow, 1982
- Lunar Lander, август 1979
- Millipede, 1981
- Missile Command, конец 1980
- Red Baron
- Super Breakout

Свои лучшие результаты можно передать на сервер «Арена», который поддерживает всемирную таблицу лучших результатов.
Также в MMC-карточке игры присутствуют четыре видеосекции интервью с Nolan Bushnell'ом, основателем фирмы Атари и четыре «открываемых» игры от консоли Atari 2600 (для их активирования необходимо набрать определённое количество очков в другие игры):
- Adventure 2600
- Surround 2600
- Video Chess 2600
- Yars' Revenge 2600